# استبصار العملاء
استبصار العملاء  هو جمع المعلومات واستخدامها وتفسيرها بما يتيح للمؤسسة اكتساب عملاء وتطويرهم والمحافظة عليهم.

## تحليل
أولاً، يجب تدقيق البيانات التي يتم جمعها لفهم الجودة والفرص السانحة فهمًا كليًا داخل قاعدة البيانات. وفور الانتهاء من هذا التحليل، هناك عدد من أنواع التحليلات المختلفة التي يمكن تطبيقها.
- تقييم الأثر سوف يساعد المؤسسة على فهم مدى تأثير الإجراءات التي تتخذها المؤسسة على سلوك العميل، وكذلك يتيح بعض التوقعات بشأن رد فعل العميل تجاه التغيرات المقترحة.
- العملاء كأصول يقيس هذا النوع القيمة العمرية لقاعدة العملاء ويتيح للمؤسسات قياس العديد من العوامل مثل تكلفة الاستحواذ ومعدل الحركة.
- نمذجة الميول يقيس هذا النوع السلوك المستقبلي للعملاء استنادًا إلى الأفعال السابقة ويساعد المؤسسات على فهم كيف على الأرجح سيكون سلوك العميل في المستقبل.
- تحليل البيع المتبادل يحدد علاقات المنتج والخدمة لفهم تركيبات المنتج الأكثر شعبية على نحو أفضل. ويمكن بعد ذلك استخدام أي علاقات يتم تحديدها لإجراء عمليات بيع متبادل وعمليات إقناع العملاء بشراء مزيد من المنتجات.
- التريث الحرج يتيح للشركة تقديم اتصالات محددة مع العملاء استنادًا إلى أنماط شراء الأفراد، الأمر الذي يساعد على زيادة الولاء وتحسين الاحتفاظ بالعملاء.

## استبصار العملاء عمليًا
قدم نموذج استبصار العملاء الأساس لنجاح خدمة لانشتوجو التي قدمتها شركة ماركس وسبنسر (Marks and Spencer). باستخدام إستراتيجية التريث الحرج (المبينة أعلاه)، قامت الشركة بتحليل كل سلوك من سلوكيات طلبات العملاء، مع التركيز بشكل رئيسي على التواتر ومرور الوقت بين كل عملية من عمليات شراء لانشتوجو. من خلال التفكير الإحصائي، قامت شركة EWA (الشركة التي تم استئجارها من قِبل شركة ماركس وسبنسر لمعالجة إستراتيجية استبصار العملاء) بتطوير صيغة تريث حرج، والتي ساعدت شركة ماركس وسبنسر على معرفة متى يقع التأخر الحالي للعميل الذي قدموا له آخر طلب له خارج نطاق السلوك المتوقع إحصائيًا وزيادة مخاطر الانقضاء.
وإذا وقع أحد العملاء خارج نطاق هذا التريث، تقوم شركة ماركس وسبنسر بالتواصل معه عبر البريد الإلكتروني أو عبر الهاتف لمعرفة سبب هذا السلوك وبالتالي الحد من عدد العملاء المتأخرين.